# Квінт Фабій Максим
Квінт Фа́бій Макси́м (лат. Quintus Fabius Maximus, близько 130 до н. е. — після 89 до н. е.) — аристократ часів Римської республіки.

## Життєпис
Походив з патриціанського роду Фабіїв. Син Квінта Фабія Максима Аллоброзького, консула 121 року до н. е. Вів гріховне і надзвичайно марнотратне життя, у зв'язку з чим Квінт Помпей Руф, претор 91 року до н. е., позбавив його права на управління спадковим майном. Остання згадка про Фабія Максима датується 89 роком до н. е.

## Родина
- Квінт Фабій Максим, консул-суфект 45 року до н. е.